# Dvorec Sporta Molot
Dvorec Sporta "Molot" (plným jménem Universální palác sportu Molot Viktora Lebeděva, rusky УДС «Молот» имени Виктора Лебедева) je krytý sportovní areál nacházející se ve čtvrti Motovilicha v ruském  městě Perm, která je, kromě jiných, arénou pro domácí zápasy klubu VHL Molot a basketbalového klubu BK Parma.

## Historie

### Výstavba
Stadion byl postaven v letech 1965 až 1966 z iniciativy tehdejšího ředitele Motovilichinských závodů Viktora Lebeděva, po kterém byla později pojmenována ulice, na které se nyní stadion nachází. Koncem 80. let byla provedena rekonstrukce a dokončena byla v roce 1989 pro IX zimní spartakiádu národů RSFSR. UDS Molot je stále ve vlastnictví firmy Motovilichinskije Zavody, které se snaží prodat toto vedlejší aktivum od počátku 21. století.

### Historie prodeje
Sportovní palác Molot byl zařazen na seznam vedlejších aktiv firmy Motovilichinskije Zavody poté, co kontrolní podíl v podniku přešel do moskevské společnosti CJSC FD Rus. Spolu se stadionem byly na seznamu vedlejších aktiv Palác kultury "Motovilichinskije Zavody" a restaurace "Gorny Khrustal" 
V roce 2003 se Motovilichinskiye Zavody pokusily prodat arénu do regionálního vlastnictví za 3 až 6 milionů $, ale jednání byla neúspěšná. Poté bývalý guvernér Permské oblasti Jurij Trutněv navrhl, aby Motovilichinskije Zavody převedly Molot UDS do regionálního vlastnictví výměnou za splacení svých účtů splatných do rozpočtu. Sportovní palác ale nakonec začali využívat akcionáři Motovilichinských závodů jako zástavu pro získání bankovních úvěrů. Od roku 2004 začal stadion firmě Motovilichinskije Zavody přinášet zisk. V roce 2006 se o arénu začala zajímat investiční společnost DVI, která vlastní obchodní a zábavní centrum Stolica v Permu. Společnost DVI chtěla vybudovat především zábavní infrastrukturu, ale vedení vlastníka trvalo na tom, že je nutné zachovat profil sportovního areálu. Jednání byla opět ukončena.

## Aktivita
Stadion je největší krytý sportovní areál ve městě Perm a jeho kapacita je 6 000 až 7 000 diváků. Aréna hostí soutěže v basketbalu, hokeji, tenise, badmintonu, boxu a minifotbalu. Stadion je domovskou arénou klubu VHL Molot Perm. Kromě toho zde sídlí dětské sportovní kluby a oddíly. Na území sousedícím budovou haly se nachází malá fotbalová hřiště, basketbalové hřiště, tenisový kurt atd.  pro tréninky místních sportovních týmů a škol mládeže.
Část prostor uvnitř je dána ke komerčnímu pronájmu (především prodejny nábytku, dále kavárny, sauna atd.). V říjnu 2008 vystoupila v aréně skupina Deep Purple, která absolvovala turné po Rusku. Ledová aréna opakovaně hostila vystoupení předních ruských krasobruslařů v rámci show Doba ledová a Tanec na ledě.

## Incidenty
V roce 2008 došlo v UDS "Molot" k požáru kabelu v rozvaděči. 26. září byla přijata zpráva o kouři ve druhém patře stadionu. Evakuováno bylo 500 lidí. Na místo dorazilo 10 jednotek speciální techniky. Požár byl brzy uhašen; nebyly hlášeny žádné oběti.